# ريتشارد تاورز
ريتشارد تاورز (بالإنجليزية: Richard Towers)‏ مواليد 8 أغسطس 1979 في إنجلترا، هو ملاكم محترف إنجليزي يصنف ضمن فئة الوزن الثقيل.

## إحصائيات
خاض خلال مسيرته 16 نزالا، فاز في 15 ولم يتعادل وخسر في 1. فاز بالضربة القاضية في 13 نزالا.

## وصلات خارجية
- ريتشارد تاورز على موقع بوكس ريك (الإنجليزية) (registration required)

- الموقع الرسمي